# 中豪根山
71°44′S 25°33′E / 71.733°S 25.550°E
中豪根山是南極洲的山峰，位於毛德皇后地的朗希爾德公主海岸，處於坎普冰川東面，屬於南龍達訥山脈的一部分，挪威製圖師根據該國探險隊的空中照片繪入地圖。